# رون ديكسون
رون ديكسون (بالإنجليزية: Ron Dixon)‏ هو لاعب كرة قدم أمريكية أمريكي، ولد في 28 مايو 1976 في Wildwood, Florida ‏ في الولايات المتحدة.

## وصلات خارجية
- رون ديكسون على موقع مرجع كرة القدم المحترفة.كوم (الإنجليزية)